# Brucamps
Brucamps település Franciaországban, Somme megyében. Lakosainak száma 150 fő (2022. január 1.). Brucamps Ailly-le-Haut-Clocher, Ergnies, Gorenflos, Surcamps, Vauchelles-lès-Domart, Ville-le-Marclet és Villers-sous-Ailly községekkel határos.

## Népesség
A település népességének változása:
| Lakosok száma | 143  | 141  | 139  | 140  | 138  | 139  | 144  | 150  |
|               | 2013 | 2015 | 2017 | 2018 | 2019 | 2020 | 2021 | 2022 |